# Ихор Ниченко
Ихор Ниченко (укр. Ігор Григорович Ніченко, мађ. Ihor Hrihorovics Nyicsenko; Херсон, 18. април 1971) је украјински фудбалски тренер и бивши играч који је играо на позицији нападача.

## Клупска каријера
Ниченко је студирао у Херсонској дечијој омладинској спортској школи бр. 1 код инструктора Василија Кравченка. Ниченко је започео своју каријеру почетком 1990-их у Хмељницком у његовом тиму у Другој совјетској лиги 1989. године. Следеће године је драфтован у прволигашки Металист Харков где није успео да се пробије у први тим. Године 1992. вратио се у свој родни град Херсон и придружио се Кристалу. Након импресивног старта у клубу у Првој лиги Украјине, Ниченко је потписао уговор са клубом Кривбас крајем 1992. У Кривбасу је поставио рекорд по головима постигнутим на утакмици и головима постигнутим у сезони (12), завршио трећи међу најбољим стрелцима. На врхунском нивоу совјетских и украјинских такмичења одиграо је преко 100 утакмица са 87 у украјинској Премијер лиги.
Од 1995. и наредних 10 година Ниченко је играо у разним мађарским клубовима као што су Ференцварош, Дунафер и други. Тамо је са тим тимовима постао двоструки шампион. Био је и најбољи стрелац мађарског шампионата у сезони 1996/97. играјући за Ференцварош, постигао је 18 голова и постао први страни играч икада који је постигао највише голова у сезони у Мађарској. У Мађарској је одиграо више од 250 утакмица и постигао скоро 100 голова. Од 2005. вратио се у Украјину и потписивао је уговоре са украјинским клубовима, али није одиграо ниједну званичну утакмицу.

## Тренер
Након пензионисања од активног играчког статуса, Ниченко је остао у ФК Кристал Херсон радећи заједно са Јуријем Мартиновим као главним тренером. Године 2007. придружио се локалном аматерском клубу Сигма Херсон као стручни тренер, а од 2008. је његов главни тренер.

## Остварења
Ференцварош
- НБ I: 
  - шампион: 1995/96.
  - Најбољи стрелац Мађарске лиге: 1996/97. (18. голова)[3]

Дунафер
- НБ I: 
  - шампион: 1999/00.